# Sandy Veveriță
Sandy Veveriță (în engleză Sandy Cheeks) este un personaj din serialul de animație SpongeBob Pantaloni Pătrați creat de Stephen Hillenburg. O veveriță ce este prietenă cu SpongeBob Pantaloni Pătrați. Vocea personajului este interpretată de Carolyn Lawrence.
Sandy a apărut pentru prima dată în episodul Invitație la ceai (în engleză Tea at the Treedome) care a avut premiera în data de 1 mai 1999.